# Stephen Geoghegan
Stephen Geoghegan, né le 30 juin 1970 à  Dublin en Irlande, est un joueur de football. Il joue et entraine actuellement les Whitehall Rangers, un club amateur.

## Biographie
Son tout premier club professionnel est Drogheda United où il gagne deux titres de champions de deuxième division. Après un prêt dans un club régional, Ray Treacy le récupère en 1992 en le faisant signer aux Shamrock Rovers. Lors de la saison 1993-1994 il aide le club à obtenir le titre de champion d’Irlande et termine la saison avec le trophée du meilleur buteur en ayant marqué 23 buts. Ce résultat personnel lui permet d’être élu meilleur joueur du championnat  tant pour l’association des journalistes sportifs irlandais que par ses pairs, les joueurs professionnels.
En 64 matchs sous les couleurs vert et blanc des Rovers, il marque 34 buts. Il signe en 1994 dans un autre club dublinois, le Shelbourne FC. Il y reste jusqu’en 2003.
Il termine alors meilleur buteur du championnat trois saisons consécutives, 1995-1996, 1996-1997 et  1997-1998. Il est, avec 158 buts, le cinquième meilleur buteur de tous les temps dans le Championnat d'Irlande de football.

## Palmarès
- Championnat d'Irlande de football: 4
  - Shamrock Rovers : 1993-1994
  - Shelbourne : 1999-2000, 2001-02, 2003

- Coupe d'Irlande de football: 3
  - Shelbourne : 1996, 1997, 2000

- Coupe de la Ligue d'Irlande de football: 1
  - Shelbourne : 1995/96

- Championnat d'Irlande 2e division: 2
  - Drogheda United : 1988-1998, 1990-1991

- Meilleur joueur de l'année (joueurs irlandais): 
  - Shamrock Rovers : 1993/94
- Meilleur joueur de l'année (journalistes irlandais)
  - Shamrock Rovers : 1993/94

- Meilleur buteur du championnat
  - 1993-1994 (23 buts) Shamrock Rovers
  - 1995-1996 (20 buts) Shelbourne FC
  - 1996-1997 (16 buts) Shelbourne FC
  - 1997-1998 (17 buts) Shelbourne FC